# Haplotaxida
Haplotaxida ist der Name einer Ordnung in der Unterklasse der Gürtelwürmer (Clitellata), die nach der aktuellen Systematik auf kladistischer Grundlage die Familien Haplotaxidae (Brunnenwürmer) und Tiguassuidae umfasst. Alle hierzu gehörenden Arten sind Süßwasserbewohner oder – in kleinerem Umfang – Salzwasserbewohner. Bei ihrer Aufstellung 1971 wurden in diese Gruppe sämtliche Wenigborster (Oligochaeta) mit Ausnahme der Lumbriculidae (gleichzeitig Ordnung Lumbriculida) und somit auch terrestrische Arten eingeschlossen, was aber nach heutigem Erkenntnisstand eine paraphyletische Gruppe ist, da sie unter anderem die Egel nicht mit einschließt.

## Merkmale
Die Haplotaxida weisen die typischen ursprünglichen Merkmale der paraphyletischen Wenigborster auf. So haben sie ähnlich den Regenwürmern eine regelmäßige Segmentierung, ein voll entwickeltes, nach Segmenten septiertes und als Hydroskelett wirkendes Coelom sowie ein einfach gebautes primäres geschlossenes Blutgefäßsystem. Im Vergleich zur Körperlänge sind sie sehr schmal und haben deshalb ein fadenähnliches Aussehen.
In ihrem Umfang nach Barrie G. M. Jamieson 1988 (Familien Haplotaxidae und Tiguassuidae) besitzen die Haplotaxida zwei Paar Hoden im 10. und 11. und zwei Paar Eierstöcke im 12. und 13. Segment, wobei sie dann wegen ihrer zusammen acht Gonaden als oktogonadal bezeichnet werden, oder aber nur ein Paar Hoden im 10. und ein Paar Eierstöcke im 12. Segment. Bei letzteren ist also das jeweils vordere Gonadenpaar erhalten und das hintere zurückgebildet.

## Verbreitung, Lebensraum und Lebensweise
Die Haplotaxida sind weltweit verbreitet und leben in verschiedenen Binnengewässern. Sie sind Prädatoren, die vor allem andere kleine Ringelwürmer erbeuten und als Ganzes verschlucken.

## Systematik
Die Ordnung Haplotaxida wurde 1971 von Ralph O. Brinkhurst aufgestellt, der in diesem Taxon den Lumbriculidae (Ordnung Lumbriculida) sämtliche übrigen Wenigborster gegenüberstellte. Auf der Grundlage der Anatomie der Geschlechtsorgane schränkte Barrie G. M. Jamieson 1988 im Rahmen einer Neubearbeitung der Systematik der Oligochaeta den Umfang der Haplotaxida auf die beiden Familien Haplotaxidae und Tiguassuidae ein. Die Arbeiten von Erséus und Källersjö von 2004 sprechen aber dafür, die Taxa der Haplotaxida wie auch der Tubificida in ihrem bisherigen Umfang aufzulösen, da die Enchyträen mit den als monophyletische Gruppe bestätigten Crassiclitellata näher verwandt sind als mit den übrigen Tubificida, die wiederum zusammen mit den Brunnenwürmern (Haplotaxidae) als monophyletische Gruppe anzusehen sind (untersucht wurden in der Gruppe die Naididae einschließlich ehemalige Tubificidae sowie Phreodrilidae, Haplotaxidae und Propappidae). Dabei wird allerdings innerhalb derselben die Familie Haplotaxidae in ihrem bisherigen Umfang als paraphyletische Gruppe von Relikt-Taxa angesehen.
Die Ordnung Haplotaxida umfasst nach Barrie G. M. Jamieson 1988 folgende Familien:
- Haplotaxidae Michaelsen, 1900 (weltweit)
- Tiguassuidae Brinkhurst, 1988 (monotypisch mit Tiguassu reginae Righi, Ayres & Bittencourt, 1978, Amazonien/Brasilien)